# Ian Jeffrey
Ian Jeffrey (* 1942) je anglický historik umění, spisovatel a kurátor. Je autorem řady ilustrovaných knih o historii fotografie. Je držitelem ceny J. Dudley Johnstona Royal Photographic Society .

## Životopis
Jeffrey začal svou kariéru jako fotograf v 60. letech a brzy se stal uznávaným expertem na dějiny fotografie. V roce 1973 vydal svou první knihu "Photography: A Concise History", která se stala populární referenční publikací pro studenty a profesionály v oblasti fotografie. Dalšími jeho významnými knihami jsou "The Photography Book" a "How to Read a Photograph". Ian Jeffrey je také známý svými výstavami, které představují díla světově proslulých fotografů. Byl kurátorem mnoha výstav po celém světě a přispěl k popularizaci a uznání mnoha talentovaných fotografů.
Jeffrey zastával post tutora a profesora na Londýnské univerzitě Goldsmiths.

## Publikace

### Publikace od Jeffreyho
- The Real Thing: An Anthology of British Photographs 1840–1950, Londýn: Arts Council of Great Britain, 1974.
- Photography: A Concise History. Londýn: Thames & Hudson, 1981, 1989. ISBN 9780500201879.
- The British Landscape 1920-1950. Londýn: Thames & Hudson, 1984. ISBN 978-0500233986.
- Timeframes: The Story of Photography. New York City: Watson-Guptill, 1998. ISBN 978-0817460150.
- An American Journey: The Photography of William England. Munich; New York; Londýn: Prestel, 1999. ISBN 978-3791321585.
- ReVisions: An Alternative History of Photography. Bradford: National Museum of Photography, Film and Television, 1999. ISBN 978-0948489600.
- The Photography Book. Londýn: Phaidon, 2005. ISBN 9780714844886.
  - Second, revised edition. Londýn: Phaidon, 2014. ISBN 978-0714867380.
- How to Read a Photograph: Understanding, Interpreting and Enjoying the Great Photographers. Londýn: Thames & Hudson, 2009. ISBN 978-0500287842.

### Publikace, které Jeffrey editoval
- Cityscape 1910-39: Urban Themes in American, German and British Art. Londýn: Arts Council of Great Britain, 1977. ISBN 9780728701373. Exhibition catalogue.
- Bill Brandt: Photographs 1928-1983. Londýn: Thames & Hudson, 1994. ISBN 978-0500277263.
- Josef Sudek. Phaidon 55. Londýn; New York: Phaidon, 2001. ISBN 9780714841687.
- Shomei Tomatsu. Londýn; New York: Phaidon, 2001. ISBN 9780714840192.
- Magnum Landscape. Londýn; New York: Phaidon, 2005. ISBN 9780714845227.
- The Art of Kyffin Williams. Londýn: Royal Academy of Arts, 2007. With Nicholas Sinclair. ISBN 9781905711000.
- Bill Brandt. Photofile. Londýn: Thames & Hudson, 2007. ISBN 978-0500410882.

## Ocenění
- 2005: Cena J. Dudleyho Johnstona, Royal Photographic Society, Bath. Sdíleno s Davidem Alanem Mellorem.[8][9]

## Výstavy

### Výstavy Jeffreyho fotografií
- Universal Pictures, Kettle's Yard, Cambridge, 2005/2006[10]

### Výstavy, kde byl kurátorem Jeffrey
- The Real Thing, Hayward Gallery, 1974. Kurátoři Jeffrey a David Alan Mellor.[5]
- Cityscape 1910-39: Urban Themes in American, German and British Art, Cartwright Hall, Bradford, 1977; Městské muzeum a galerie umění, Portsmouth, 1977; Galerie umění Laing, Newcastle-upon-Tyne, 1977; Královská akademie umění, Londýn, 1978. Kurátoři Jeffrey a David Alan Mellor.[5][11]